# Tinamú petit
El tinamú petit (Crypturellus soui) és una espècie d'ocell de la família dels tinàmids (Tinamidae) que viu als límits de la selva humida i praderies d'herba alta, al sud de Mèxic i Amèrica Central, Colòmbia, Veneçuela, Trinidad, Guaiana, Equador en ambdues vessants dels Andes, est del Perú, nord de Bolívia i al Brasil, a l'Amazònia i a la Mata Atlàntica.